# علي كاسون
علي كاسون قرية سورية تتبع ناحية مركز السلمية في منطقة سلمية في محافظة حماة. بلغ عدد سكانها 1336 نسمة في عام 2004 حسب إحصاء المكتب المركزي للإحصاء.

## وصلات خارجية
- الوحدات الإدارية في محافظة حماة نسخة محفوظة 18 أبريل 2019 على موقع واي باك مشين.